# Ivi López
Iván López Álvarez, dit Ivi López ou Ivi, né le 29 juin 1994 à Madrid, est un footballeur espagnol évoluant au poste d'ailier au Raków Częstochowa.

## Biographie
Iván López Álvarez voit le jour à Madrid, la capitale espagnole, au mois de juin 1994. Il est formé au Getafe CF.
Ivi fait ses débuts avec l'équipe réserve en 2013. Il est promu avec les professionnels l'année suivante bien qu'il fasse une apparition lors de la saison 2013-2014. Ivi dispute son premier match professionnel le 27 mars 2014, remplaçant Pablo Sarabia durant une défaite 0-1 contre le Villarreal CF en Liga.
En manque de temps de jeu dans son club formateur, Ivi s'engage avec l'équipe réserve du Sevilla Atlético Club en 2015. Il gagne rapidement une place de titulaire en Segunda División B et marque neuf buts en trente-huit apparitions. Ivi se révèle lors de la saison 2016-2017 alors que l'équipe est montée en Segunda División. Le 8 octobre 2016, il marque ses premiers buts professionnels en réalisant un doublé contre le Real Saragosse (victoire 2-1). Ivi clôt la saison avec quatorze réalisations en championnat, et attire le regard de Levante qui le signe en août 2017.
Ivi est un membre régulier du onze de départ durant la saison 2017-2018 où le club évolue en première division. Il marque quatre buts en championnat, tandis que le club se maintient.
Il est néanmoins prêté à deux reprises la saison suivante, la première partie de saison au Real Valladolid, et la seconde partie au Sporting de Gijón.
Ivi est de nouveau prêté au SD Huesca le 13 août 2019.
L'ailier est prêté au SD Ponferradina le 16 janvier 2020 jusqu'à la fin de la saison.